# Rio Sarapuí (vattendrag i Brasilien, São Paulo)
Rio Sarapuí är ett vattendrag i Brasilien.   Det ligger i delstaten São Paulo, i den sydöstra delen av landet, 800 km söder om huvudstaden Brasília.
Omgivningen kring Rio Sarapuí är huvudsakligen savann. Området är ganska tätbefolkat, med 104 invånare per kvadratkilometer.